# アンナ・カタジナ・コンスタンツィア・ヴァザ
アンナ・カタジナ・コンスタンツィア・ヴァザ（Anna Katarzyna Konstancja Waza, 1619年8月7日 - 1651年10月8日）は、プファルツ＝ノイブルク公子フィリップ・ヴィルヘルムの最初の妃。ポーランド王・リトアニア大公ジグムント3世とその2番目の妻で神聖ローマ皇帝フェルディナント2世の妹であるコンスタンツェの末娘。

## 生涯
ポーランド議会は1633年、アンナの花嫁持参金としてブロドニツァ (en) 、ゴウビェ (en) 、トゥホラ (en) の3郡を用意した。1637年、アンナと母方の従弟にあたるオーストリア＝チロル大公フェルディナント・カールの縁談が持ち上がり、1639年と1641年の間2人は婚約していた。しかしフェルディナント・カールの側がアンナの持参金の少なさに難色を示し、結局この結婚は実現しなかった。
1642年6月8日、アンナはプファルツ＝ノイブルクの世継ぎ公子フィリップ・ヴィルヘルム（後にプファルツ選帝侯）と結婚した。アンナは1645年に男児を出産したが、息子は誕生してすぐに死んだ。アンナはこれ以後子供を授からず、1651年に亡くなってデュッセルドルフのイエズス会の教会に埋葬された。